# Aleurolobus moundi
Aleurolobus moundi là một loài côn trùng cánh nửa trong họ Aleyrodidae, phân họ Aleyrodinae.
Aleurolobus moundi được David & Subramaniam miêu tả khoa học đầu tiên năm 1976.